# La traccia bianca
La traccia bianca (Rough Romance) è un film del 1930 diretto da A.F. Erickson.
È un film western d'avventura statunitense con George O'Brien, Helen Chandler e Antonio Moreno. John Wayne compare (non accreditato) nel ruolo di un boscaiolo. È basato sul racconto The Girl Who Wasn't Wanted di Kenneth B. Clarke.

## Produzione
Il film, diretto da A.F. Erickson su una sceneggiatura di Donald Davis e Elliott Lester con il soggetto di Kenneth B. Clarke, fu prodotto da William Fox. per la Fox Film Corporation.

## Distribuzione
Il film fu distribuito con il titolo Rough Romance negli Stati Uniti dal 15 giugno 1930 al cinema dalla Fox Film Corporation.
Alcune delle uscite internazionali sono state:
- negli Stati Uniti il 15 giugno 1930
- nel Regno Unito il 22 giugno 1930
- in Austria nel 1931 (Mord in Alaska)
- in Spagna il 19 marzo 1931 (Romance agreste)
- in Grecia (Agrio romantso)
- in Italia (La traccia bianca)